# Capitonidae
Capitonidae é uma família de aves da ordem Piciformes, que compreende os capitães 

## Nomenclatura e taxonomia
Tradicionalmente, a família incluía além dos gêneros americanos, Capito e Eubucco, os gêneros africanos incluídos em Lybiidae e os asiáticos incluídos em Megalaimidae. Análises filogenéticas moleculares demonstraram que a classificação tradicional era parafilética com relação a Ramphastidae, separando os gêneros em quatro famílias distintas: Semnornithidae, Capitonidae, Lybiidae e Megalaimidae.
Dois gêneros são reconhecidos:
- Capito Vieillot, 1816
- Eubucco Bonaparte, 1850